# Az 1956-os forradalom és a Szovjetunió

## A politikai vezetés reakciója

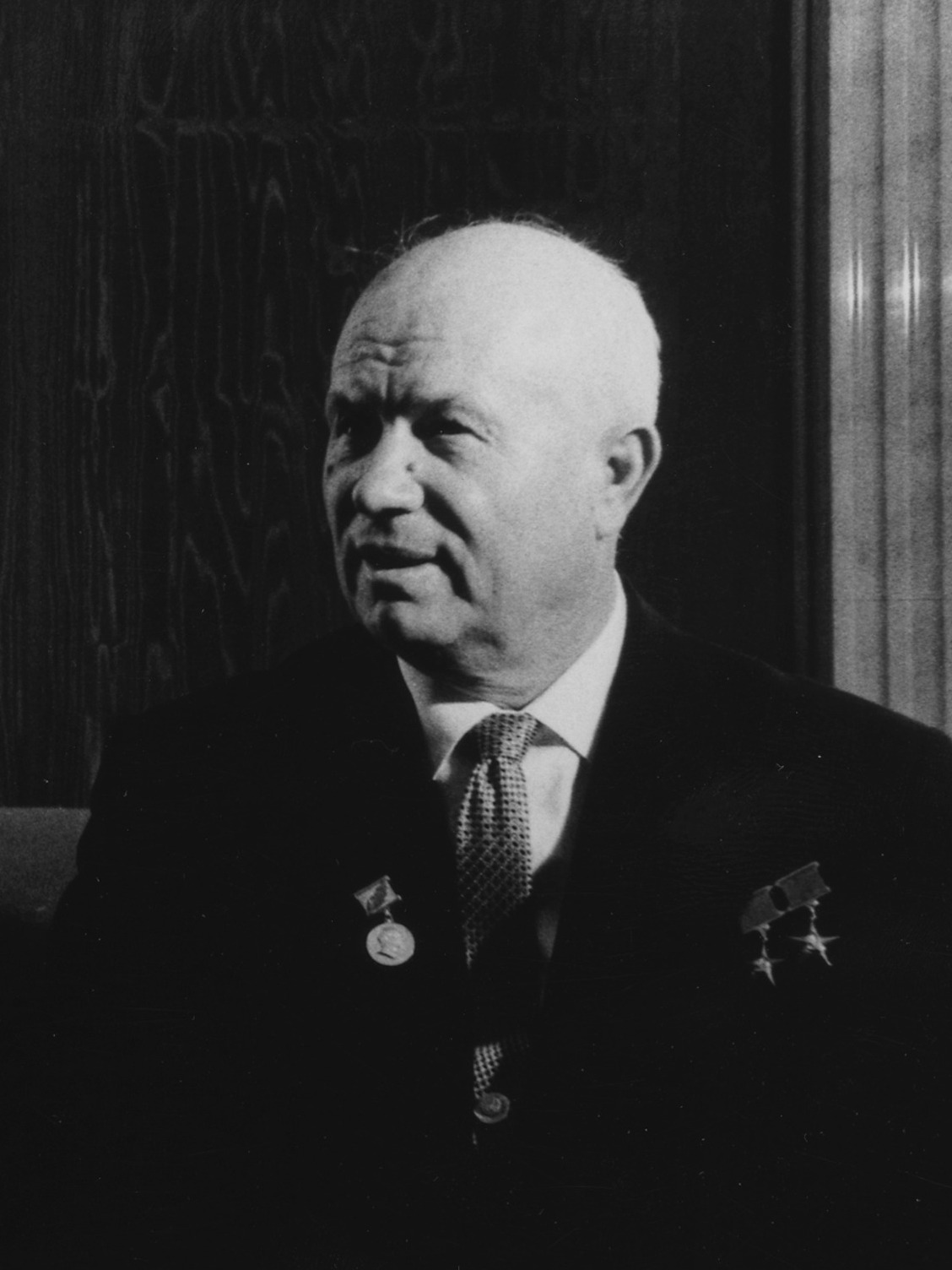
Nyikita Hruscsov

1956. október 24-én a szovjet Politbüro megtárgyalta a lengyelországi és magyarországi politikai eseményeket. Egy budapesti delegáció jelentette, hogy a helyzet nem olyan súlyos, mint amilyennek látszik. Hruscsov kijelentette, hogy az, hogy Gerő Ernő pártfőtitkár október 23-án beavatkozást kért, azt jelezte, hogy a magyarországi kommunista pártban még megbízik a nép. Emellett a tiltakozásokat nem ideológiai harcnak látta, hanem az alapvető közgazdasági és szociális kérdések megoldatlansága miatti felzúdulásnak.
Bár széles körben elterjedt a feltételezés, hogy a Szovjetuniót Magyarországnak a Varsói Szerződésből történő kilépése késztette a magyar forradalom leverésére, a Szovjet Kommunista Párt elnöksége október 31-i megbeszélésének részletei arra utalnak, hogy ez csak egy tényező volt a sok közül.
A Molotov által vezetett keményvonalas frakció a beavatkozást erőltette, de Hruscsov és Zsukov marsall ezt eleinte ellenezték. Némi vita után először úgy döntöttek, nem mondatják le az új magyar kormányt.
Nem sokkal ezután azonban több tényező is erősítette a keményvonalas frakció álláspontját:
- Szimultán törekvések a többpártrendszeri demokrácia és a demokratikus munkástanács irányába, mely „a kapitalista állam felé vezethet”. Mindkét mozgalom veszélyeztette a Szovjet Kommunista Párt befolyásos pozícióját a szocialista blokkban, sőt, esetlegesen magát a szovjet hegemóniát is. Az elnökség tagjai többsége számára az, hogy a munkástanácsok irányítása közvetlenül a munkások kezébe kerül, összeegyeztethetetlennek minősült a szocializmusról alkotott fogalmukkal.
- A nyugati hatalmak figyelmét a szuezi válság kötötte le, a Szovjetunió emiatt félt, hogy gyöngének tűnik, ha nem lép fel a keleti blokk felkeléseivel szemben. Hruscsov azt mondta (Franciaországra, Nagy-Britanniára és az Egyesült Államokra utalva: „Először Egyiptomba mennek, aztán Magyarországra.”
- Hruscsov kijelentette, hogy a szovjet párt tagjai nem értenék, miért nem történt eddig beavatkozás a magyarországi eseményekbe. A desztalinizáció elidegenítette a párt konzervatívabb tagjait, akiket megriasztott a szovjet befolyás gyengülésének lehetősége. 1953. június 17-én Kelet-Berlinben a munkások felkelést robbantottak ki, és a Német Demokratikus Köztársaság kormányának lemondását követelték. Őket a szovjet hadsereg segítségével gyorsan és erőszakosan leverték, 84 sztrájkoló meghalt vagy megsebesült, 700-at letartóztattak. 1956 júniusában a poznańi kormányellenes tüntetést is leverték, ami 74 áldozatot követelt. Ehhez jött még, hogy október végén a Szovjetunió európai részén kisebb regionális zavargásokra került sor.
- Az, hogy Magyarország ki akart lépni a Varsói Szerződésből és ki akarta nyilvánítani semlegességét, veszélyt jelentett a Szovjetuniót határoló, szatellitállamokból kialakított védelmi és ideológiai ütközőzónára. A szovjet nemzetközi viszonyokat Közép-Európával nagyban jellemezte a nyugati megszállástól való félelem, mely megerősítette a szovjet véleményt a szövetséges államokból álló ütközőzóna szükségességét illetően.

Ezeket a bel- és külpolitikai tényezőket figyelembe véve az elnökség úgy döntött, hogy megszegi a de facto tűzszünetet és katonai erő alkalmazásával leveri a magyar forradalmat. Úgy tervezték, hogy felállítanak egy ideiglenes forradalmi kormányt, aki majd a szovjetek segítségét kéri a rend helyreállításához. Az új kormány vezetésére két személy, Münnich Ferenc vagy Kádár János neve merült fel. A szovjet pártvezetés egyes tagjai, főleg Molotov, Münnichet szerették volna a magyar miniszterelnöki székben látni, mert Kádár egyesek szemében azt a benyomást keltette, hogy túl közel áll Nagy Imre miniszterelnök vonalához, miközben Münnich és Bata István nyíltan kiálltak a szovjet fegyveres beavatkozás szükségessége mellett.

## Kádár és Münnich Moszkvába juttatása
A kiszemelt két politikus Moszkvába juttatási akciójának megszervezésével a KB-titkár Leonyid Iljics Brezsnyevet bízták meg. Az akció keretében az új vezetés élére kiszemelt Kádárt és Münnichet előbb a budapesti szovjet nagykövetségre megbeszélésre hívták, majd ott egy másik autóba átültetve a tököli szovjet bázisra vitték. Közölték, a legfelsőbb szovjet vezetés kíván tárgyalni velük. Repülőgéppel Ungvárra, onnan Munkácsra vitték őket, ott várta őket az akciót szervező Brezsnyev. Münnichet és Kádárt külön-külön repülőgéppel szállították Moszkvába.[49]
November 2-án Moszkvába érkezésük után egyenesen az SZKP elnökségi ülésére vitték őket. Kádár - ekkor még nem tudva, fogolyként vagy leendő vezetőként van-e jelen - beszámolójában vállalta a felelősséget az új párt, az MSZMP megalapításáért, a semlegesség ki nem mondásáért és a Varsói Szerződésben maradásért, miközben - nyitva hagyva mozgásterét - hozzátette, Nagy Imre politikájában „vannak ellenforradalmi elemek is”. A katonai beavatkozást nem javasolta, mondván, azzal a kommunista párt hitelét végképp elvesztené.
Ugyanezen a napon Hruscsov Brioni szigetén megkapta Tito támogatását a lerohanáshoz, azzal a feltétellel, hogy a reformistább Kádár lesz az új vezető.
November 3-án a Titoval történt megegyezés birtokában ment Hruscsov az SZKP elnökségi ülésére, és a katonai beavatkozás szükségét jelző beszédet mondott Kádár előtt. Kádár - a szovjet álláspontot érzékelve - most már maga is úgy fogalmazott: „Igen, Önöknek igazuk van. Ahhoz, hogy a helyzet stabilizálódjon, most az Önök segítsége kell.”[14] Amivel saját részéről elfogadta a szovjet vezetés által már 3 napja eldöntött szovjet katonai beavatkozást.[10] Az ülésen ezután Hruscsov ismertette a leendő magyar kormány névsorát, majd Kádár már arról beszélt, hogy Magyarországon „az ellenforradalmárok kommunistákat gyilkolnak, Nagy Imre pedig fedezi őket.”[14]
Van olyan feltételezés, hogy a szovjet vezetők azzal is nyomást gyakoroltak a Kádár-Münnich párosra, hogy ha ők nem vállalják, akkor a Moszkvában tartózkodó Rákosi Mátyás-Gerő Ernő-Hegedüs András trióból léphet valaki a helyükbe. (Ha nem így történt is, ez reális eshetőségnek látszhatott.)
November 4-én hajnalban a behatoló szovjet csapatokkal Kádárt és Münnichet - Ungvár érintésével - Szolnokra vitték. Reggel 5 órakor - az ungvári rádióból közvetítve - a szolnoki rádió hullámhosszán elhangzott a Magyar Forradalmi Munkás-Paraszt kormány megalakításának bejelentése. November 7-én Kádár szovjet tankokkal érkezett Budapestre.
Hruscsov november 2-án kikérte Tito véleményét, aki Kádárt javasolta, ebben megegyezve repült vissza Hruscsov Moszkvába november 3-án az SZKP elnökségi ülésére, ahol már 2-án Kádárékat meghallgatták.  Küldöttségek indultak más kommunista kormányokhoz Európában és Kínában, többek közt Jugoszláviában Titóhoz, hogy megpróbálják megakadályozni a konfliktust a régióban, és propagandaüzeneteket kezdtek terjeszteni, amint megkezdődött a második szovjet beavatkozás. A Szovjetunió, hogy leplezze szándékait, diplomatáit elküldte Nagy Imre kormányához, hogy megtárgyalják a szovjet csapatok kivonását. Október 31-én a Pravdában megjelent cikk szerint „A szovjet kormány készen áll megkezdeni a szükséges tárgyalásokat a Magyar Népköztársaság kormányával és a Varsói Szerződés más tagállamaival a Magyarországon tartózkodó szovjet csapatok kérdésében.”

## Szimpátiatüntetések
A szovjet értelmiség csoportjai és a diákság körében a magyar forradalom melletti jelentős demonstrációkra került sor. A Sztálin halála óta kibontakozó értelmiségi mozgalom, amelynek egyik fő képviselője a Jevtusenko-kör volt, a magyar és lengyel reformokhoz hasonló átalakulást szeretett volna. Az egyetemi hallgatók követelték az állandó tájékoztatást a magyarországi eseményekről és oroszra fordították a magyar híranyagokat. A magyar forradalom leverése a Szovjetunióban egy megszorítási és terrorhullám kezdetét jelentette. A szimpátiájukat kifejezők ellen brutális kizárási és letartóztatási hullám következett, a Jevtusenko-kör tagjait pedig több évre teljesen elhallgattatták.